# 3-Dezoksi-D-mano-okt-2-ulozonska kiselina
3-Dezoksi--mano-okt-2-ulozonska kiselina (KDO) je ulozonska kiselina iz grupe 2-ketooktoza koju koriste bakterije u sintezi lipopolisaharida. -mano prefiks indicira da četiri hiralna centra imaju istu konfiguraciju kao -manoza.